# 海蘭種植園 (緬因州)
海蘭種植園（英語：Highland Plantation）是位於美國緬因州薩默塞特縣的一個種植園。

## 人口
根據2020年美國人口普查的數據，海蘭種植園的面積為108.90平方千米，當中陸地面積為108.80平方千米，而水域面積為0.10平方千米。當地共有人口52人，而人口密度為每平方千米0人。